# Филина (Тугулымский муниципальный округ)
Филина — деревня в Тугулымском городском округе Свердловской области, России.

## Географическое положение
Деревня Филина муниципального образования «Тугулымского городского округа» расположено в 9 километрах к востоку от посёлка Тугулым (по автотрассе в 11 километрах), в нижнем течении реки Айба (левого притока реки Пышма). В окрестностях, в 2 километрах от деревни проходит Сибирский тракт.

## Население
| 2002 | 2010 | 2021 |
| ---- | ---- | ---- |
| 117  | ↘99  | ↘72  |